# Lestodiplosis callida
Lestodiplosis callida är en tvåvingeart som först beskrevs av Johannes Winnertz 1853.  Lestodiplosis callida ingår i släktet Lestodiplosis och familjen gallmyggor. Inga underarter finns listade i Catalogue of Life.